# Faron
Faron, OSB († asi 670) byl francouzský benediktin, biskup v Meaux. Římskokatolická církev jej uctívá jako světce a připomíná si jej 28. října, kdy je ovšem jeho památka překryta svátkem sv. apoštolů Šimona a Judy. Jeho sourozenci, sestra Burgundofara a bratr Kagnoald, jsou rovněž uctíváni jako světci.

## Život
Faron pocházel ze šlechtické rodiny a v mládí byl vychováván na královském dvoře. Pod dojmem, který v něm zanechala návštěva kláštera Luxeuil, se však rozhodl stát se benediktinem. Později (buď v roce 626 nebo 637) se v relativně mladém věku stal biskupem v Meaux. Majetek, který měl jako šlechtic zdědit, použil k rozvoji své diecéze a na dobročinné účely. Zemřel kolem 70. roku věku a byl pohřben v meauxské katedrále.